# Мара Ђукановић
Мара Ђукановић (Београд, 29. април 1935 — Београд, 2005) је била архитекта и еколошкиња. Предавала је предмет Заштита животне средине на Шумарском факултету у Београду и Урбана екологија и просторно планирање на Факултету заштите на раду у Нишу. Објавила је већи број стручних књига из области екологије, које се и данас користе као обавезна литература на студијама из ове области у Србији и Републици Српској.

## Биографија
Мара Ђукановић завршила је Архитектонски факултет у Београду. На истом факултету је магистрирала, са темом „Еколошки проблеми и аспекти стамбене средине у Београду“, и докторирала је на Архитектонском факултету у Београду са темом „Еколошке димензије у изграђивању простора“.